# 353595 Grancanaria
353595 Grancanaria è un asteroide della fascia principale. Scoperto nel 2011, presenta un'orbita caratterizzata da un semiasse maggiore pari a 3,1915566 UA e da un'eccentricità di 0,1870968, inclinata di 5,44179° rispetto all'eclittica.